# Liste der Monuments historiques in Sulignat
Die Liste der Monuments historiques in Sulignat führt die Monuments historiques in der französischen Gemeinde Sulignat auf.

## Liste der Bauwerke
| Bezeichnung       | Beschreibung              | Standort | Kennzeichnung | Schutzstatus | Datum | Bild           |
| ----------------- | ------------------------- | -------- | ------------- | ------------ | ----- | -------------- |
| Schloss in Longes | Erbaut im 17. Jahrhundert | (Lage)   | PA00116612    | Inscrit      | 1991  | weitere Bilder |